# Хараре
Хараре (енгл. Harare; претходно Солзбери, енгл. Salisbury) је главни град Зимбабвеа и има око 1.600.000 становника на површини од 960,6 km².
Смештен у североисточном Зимбабвеу у региону Машоналенд, Хараре је метрополитска провинција, која такође обухвата општине Читунгвиза и Епворт. Град се налази на платоу на надморској висини од 1.483 m. Његова клима се сврстава у категорију суптропских висоравни.
Град је основала 1890. године Пионирска колона, мала британска јужноафричка војна јединица. Првобитно се звао Солзбери, по имену тадашњег британског премијера, лорда Солзберија.

## Географија
Хараре се налази на надморској висини од 1.492 m.

### Клима
| Клима Харареа (1961–1990, екстреми 1897–садашњост)                                           | Клима Харареа (1961–1990, екстреми 1897–садашњост) | Клима Харареа (1961–1990, екстреми 1897–садашњост) | Клима Харареа (1961–1990, екстреми 1897–садашњост) | Клима Харареа (1961–1990, екстреми 1897–садашњост) | Клима Харареа (1961–1990, екстреми 1897–садашњост) | Клима Харареа (1961–1990, екстреми 1897–садашњост) | Клима Харареа (1961–1990, екстреми 1897–садашњост) | Клима Харареа (1961–1990, екстреми 1897–садашњост) | Клима Харареа (1961–1990, екстреми 1897–садашњост) | Клима Харареа (1961–1990, екстреми 1897–садашњост) | Клима Харареа (1961–1990, екстреми 1897–садашњост) | Клима Харареа (1961–1990, екстреми 1897–садашњост) | Клима Харареа (1961–1990, екстреми 1897–садашњост) |
| Показатељ \ Месец                                                                            | .Јан.                                              | .Феб.                                              | .Мар.                                              | .Апр.                                              | .Мај.                                              | .Јун.                                              | .Јул.                                              | .Авг.                                              | .Сеп.                                              | .Окт.                                              | .Нов.                                              | .Дец.                                              | .Год.                                              |
| -------------------------------------------------------------------------------------------- | -------------------------------------------------- | -------------------------------------------------- | -------------------------------------------------- | -------------------------------------------------- | -------------------------------------------------- | -------------------------------------------------- | -------------------------------------------------- | -------------------------------------------------- | -------------------------------------------------- | -------------------------------------------------- | -------------------------------------------------- | -------------------------------------------------- | -------------------------------------------------- |
| Апсолутни максимум, °C (°F)                                                                  | 33,9 (93)                                          | 35,0 (95)                                          | 32,3 (90,1)                                        | 32,0 (89,6)                                        | 30,0 (86)                                          | 27,7 (81,9)                                        | 28,8 (83,8)                                        | 31,0 (87,8)                                        | 35,0 (95)                                          | 36,7 (98,1)                                        | 35,3 (95,5)                                        | 33,5 (92,3)                                        | 36,7 (98,1)                                        |
| Максимум, °C (°F)                                                                            | 26,2 (79,2)                                        | 26,0 (78,8)                                        | 26,2 (79,2)                                        | 25,6 (78,1)                                        | 23,8 (74,8)                                        | 21,8 (71,2)                                        | 21,6 (70,9)                                        | 24,1 (75,4)                                        | 28,4 (83,1)                                        | 28,8 (83,8)                                        | 27,6 (81,7)                                        | 26,3 (79,3)                                        | 25,5 (77,9)                                        |
| Просек, °C (°F)                                                                              | 21,0 (69,8)                                        | 20,7 (69,3)                                        | 20,3 (68,5)                                        | 18,8 (65,8)                                        | 16,1 (61)                                          | 13,7 (56,7)                                        | 13,4 (56,1)                                        | 15,5 (59,9)                                        | 18,6 (65,5)                                        | 20,8 (69,4)                                        | 21,2 (70,2)                                        | 20,9 (69,6)                                        | 18,4 (65,1)                                        |
| Минимум, °C (°F)                                                                             | 15,8 (60,4)                                        | 15,7 (60,3)                                        | 14,5 (58,1)                                        | 12,5 (54,5)                                        | 9,3 (48,7)                                         | 6,8 (44,2)                                         | 6,5 (43,7)                                         | 8,5 (47,3)                                         | 11,7 (53,1)                                        | 14,5 (58,1)                                        | 15,5 (59,9)                                        | 15,8 (60,4)                                        | 12,3 (54,1)                                        |
| Апсолутни минимум, °C (°F)                                                                   | 9,6 (49,3)                                         | 8,0 (46,4)                                         | 7,5 (45,5)                                         | 4,7 (40,5)                                         | 2,8 (37)                                           | 0,1 (32,2)                                         | 0,1 (32,2)                                         | 1,1 (34)                                           | 4,1 (39,4)                                         | 5,1 (41,2)                                         | 6,1 (43)                                           | 10,0 (50)                                          | 0,1 (32,2)                                         |
| Количина падавина, mm (in)                                                                   | 190,8 (7,512)                                      | 176,3 (6,941)                                      | 99,1 (3,902)                                       | 37,2 (1,465)                                       | 7,4 (0,291)                                        | 1,8 (0,071)                                        | 2,3 (0,091)                                        | 2,9 (0,114)                                        | 6,5 (0,256)                                        | 40,4 (1,591)                                       | 93,2 (3,669)                                       | 182,7 (7,193)                                      | 840,6 (33,094)                                     |
| Дани са падавинама                                                                           | 17                                                 | 14                                                 | 10                                                 | 5                                                  | 2                                                  | 1                                                  | 0                                                  | 1                                                  | 1                                                  | 5                                                  | 10                                                 | 16                                                 | 82                                                 |
| Релативна влажност, %                                                                        | 76                                                 | 77                                                 | 72                                                 | 67                                                 | 62                                                 | 60                                                 | 55                                                 | 50                                                 | 45                                                 | 48                                                 | 63                                                 | 73                                                 | 62                                                 |
| Сунчани сати — месечни просек                                                                | 217,0                                              | 190,4                                              | 232,5                                              | 249,0                                              | 269,7                                              | 264,0                                              | 279,0                                              | 300,7                                              | 294,0                                              | 285,2                                              | 231,0                                              | 198,4                                              | 3.010,9                                            |
| Сунчани сати — дневни просек                                                                 | 7,0                                                | 6,8                                                | 7,5                                                | 8,3                                                | 8,7                                                | 8,8                                                | 9,0                                                | 9,7                                                | 9,8                                                | 9,2                                                | 7,7                                                | 6,4                                                | 8,2                                                |
| Извор #1: World Meteorological Organization, NOAA (sun and mean temperature, 1961–1990),     |                                                    |                                                    |                                                    |                                                    |                                                    |                                                    |                                                    |                                                    |                                                    |                                                    |                                                    |                                                    |                                                    |
| Извор #2: Deutscher Wetterdienst (humidity, 1954–1975), Meteo Climat (record highs and lows) |                                                    |                                                    |                                                    |                                                    |                                                    |                                                    |                                                    |                                                    |                                                    |                                                    |                                                    |                                                    |                                                    |

## Историја
Град је основан 1890. као утврђење Пионирске колоне Pioneer Column, плаћеничке војске коју је организовао Сесил Роудс (Cecil Rhodes). Прво име града је било Солзбери по Роберту Артуру Талбот Гаскоњ-Сесилу, трећем маркизу од Солзберија (Robert Arthur Talbot Gascoyne-Cecil, 3rd Marquess of Salisbury) тадашњем британском Премијеру.
Статус града је добио 1935. године. Солзбери је био главни град Федерације Родезије и Њасаленда од 1953. до 1963. године.
Име града је промењено 18. априла 1982. на другу годишњицу независности Зимбабвеа. Хараре је било име Шона поглавице Нерхаве. Нека предграђа су задржала своја оригинална европска имена као Бородејл (Borrowdale), Авеније (Avenues) Авондејл (Avondale), Маунт Плезант (Mount Pleasant), Тинвалд (Tynwald), Ротен Роу (Rotten Row), Риетфонтејн (Rietfontein).

## Предграђа

### Центар
Централна пословна зона је управо оно што име говори - пословни центар Харареа и Зимбабвеа. У њој се налазе пословне и управне зграде свих великих компанија као и државних органа. У њој се налази парламент, Канцеларија председника републике, као у Врховни и Уставни суд (Supreme Court). Архитектура је углавном модерна са вишеспратним пословним зградама али још увек има делова са колонијалном архитектуром.

### Авеније (Avenues)
Хараре је познат по својим предивним улицама оивиченим џакарандама. Највише таквих улица има у Авенијама, предграђу које има и вишеспратне стамбене зграде. Налази се око 1 km од централне пословне зоне.

### Бородејл (Borrowdale)
Ово предграђе се налази око 10 km северно од централне пословне зоне. У њему се углавном налазе куће за становање и поједине пословне зграде. У њему се налази и најпопуларнију тржни центар Бородејл Вилиџ (Borrowdale Village). Југословени га зову „Село“.

### Маунт Плезант (Mount Pleasant)
У предграђу Маунт Плезант се налази Универзитет.

## Партнерски градови
Хараре има споразуме о сарадњи и партнерству са следећим градовима:
- Минхен
- Нотингем
- Синсинати[11]
- Гуангџоу[12]
- Прато
- Лаго
- Бакстон
- Виндхук
- Мапуто[13]

## Галерија
- Зграда парламента Зимбабвеа у Харареу, у позадини се види торањ Англиканске катедрале.
- Хотел Шератон и конгресни центар је изградио Енергопројект
- Друга улица
- Џакаранде у пуном цвату
- Бородејл Вилиџ, Најпопуларнији тржни центар
- Улица Сам Нујома, поглед на југ
- Англиканска катедрала Св. Мери
- Прва улица
- Дуж зграда парламента
- Централна станица
- Центар Источне капије
- Споменик Националним херојима
- Павиљон националних хероја